# Filialkirche Maria Höfl

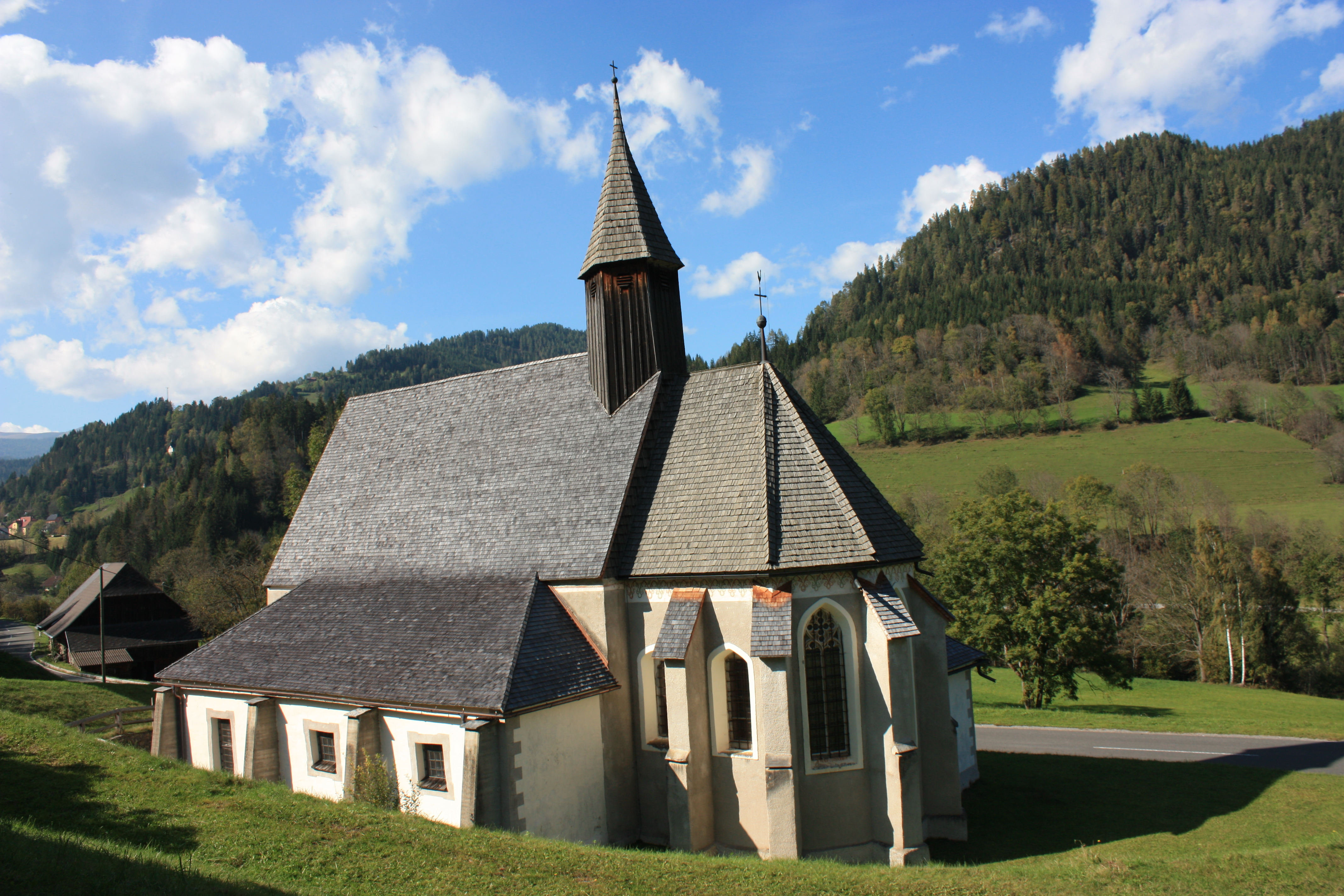
Südostansicht

Die Filialkirche Maria Höfl in der Gemeinde Metnitz in Kärnten steht in Maria Höfl an der Straße zwischen Metnitz und Grades. Die zur Pfarre Metnitz gehörende Kirche ist seit dem 14. Jahrhundert Wallfahrtskirche.

## Bauwerk

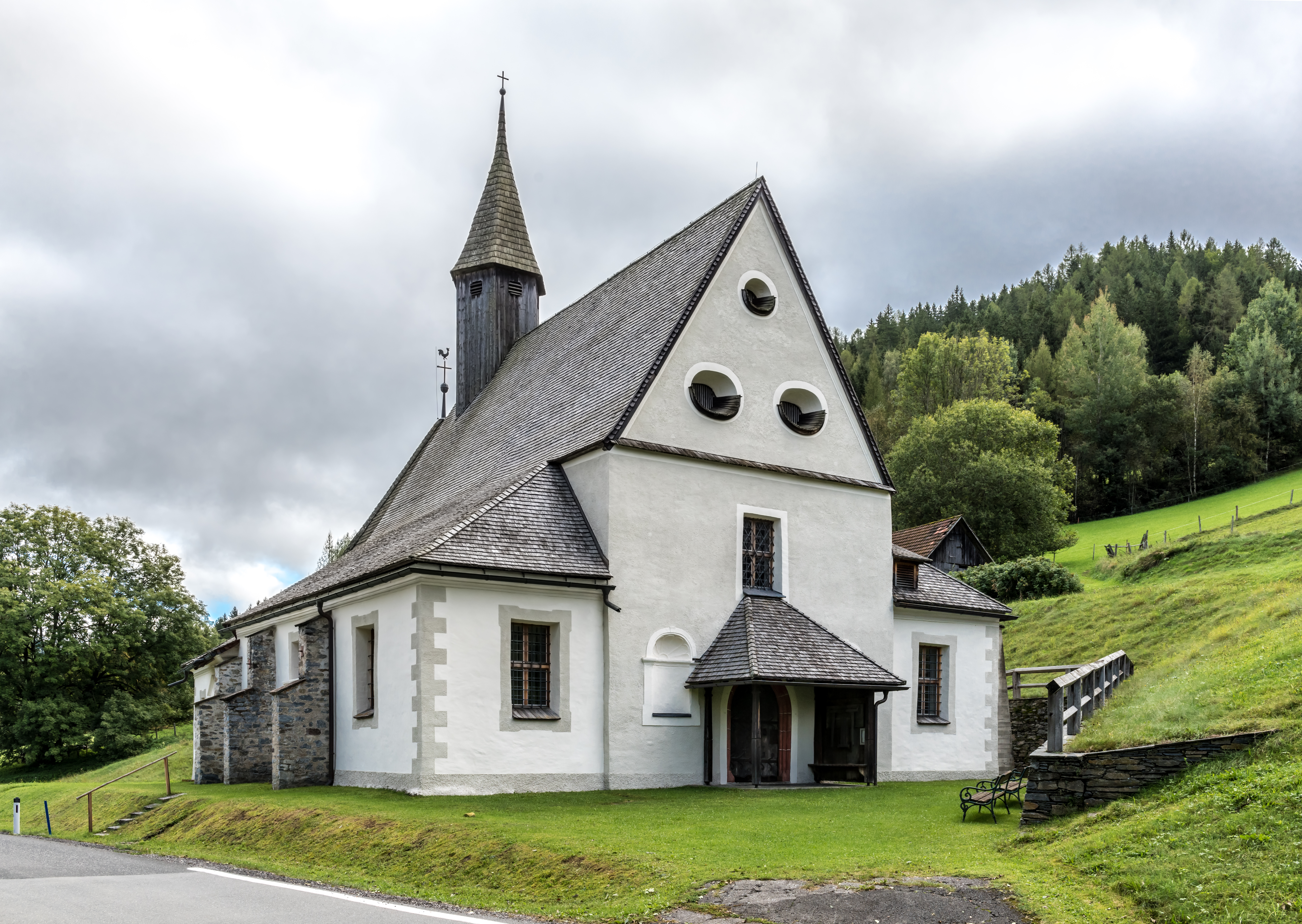
Nordwest-Ansicht

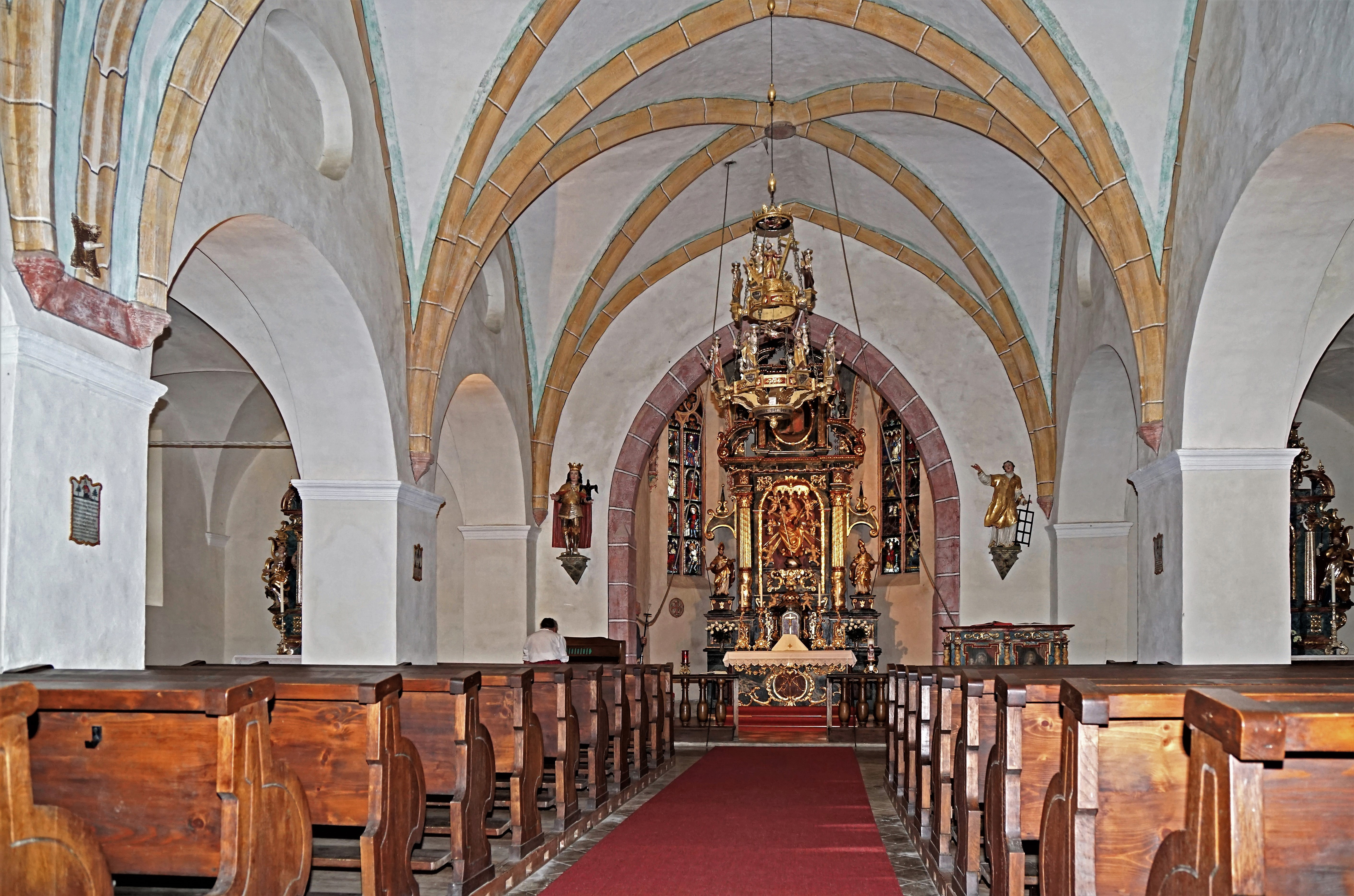
Innenansicht

Der gotische Bau des 15. Jahrhunderts wurde im 17. Jahrhundert durch die Verlängerung des Langhauses nach Westen und den Anbau zweier Seitenschiffe umgestaltet. Das östliche Langhaus krönt ein hölzerner Dachreiter. Das Bauwerk ist schindelgedeckt. Strebepfeiler stützen die Seitenschiffe und den Chor. Bei einer Restaurierung 1986 legte man ein Fragment eines gotischen Frieses am Chor frei. Der Sakristeianbau im nördlichen Chorwinkel stammt aus der Spätgotik. Das Nordportal besitzt ein gotisches Gewände, das Sakristeiportal eine Stuckeinfassung und eine Eisentür aus dem 17. Jahrhundert. Betreten wird die Kirche durch ein spitzbogiges, profiliertes Westportal mit einer Tür mit gotischen Beschlägen.
Die beiden ursprünglichen Mittelschiffsjoche sind mit Kreuzrippen vom Anfang des 15. Jahrhunderts überwölbt, das Westjoch und die Seitenschiffe mit barocken Kreuzgraten. Über dem leicht eingezogene Chor mit Maßwerkfenstern erhebt sich ein Kreuzrippengewölbe mit reliefierten Konsolen und Schlusssteinen. Auf den Schlusssteinen sind Tiere, Wappen, ein Pelikan und das Lamm Gottes dargestellt.
1965/66 legte man im Chor um 1420–1430 entstandene Fresken frei. Das Gewölbe ist mit einem Sternenhimmel verziert. An der Chornordwand geben die Fresken in einem schablonierten Ornamentrahmen die Heiligen Katharina, Radegundis und wohl Apollonia wieder. An der Chorsüdwand findet sich ein Fragment einer Verkündigungsszene.

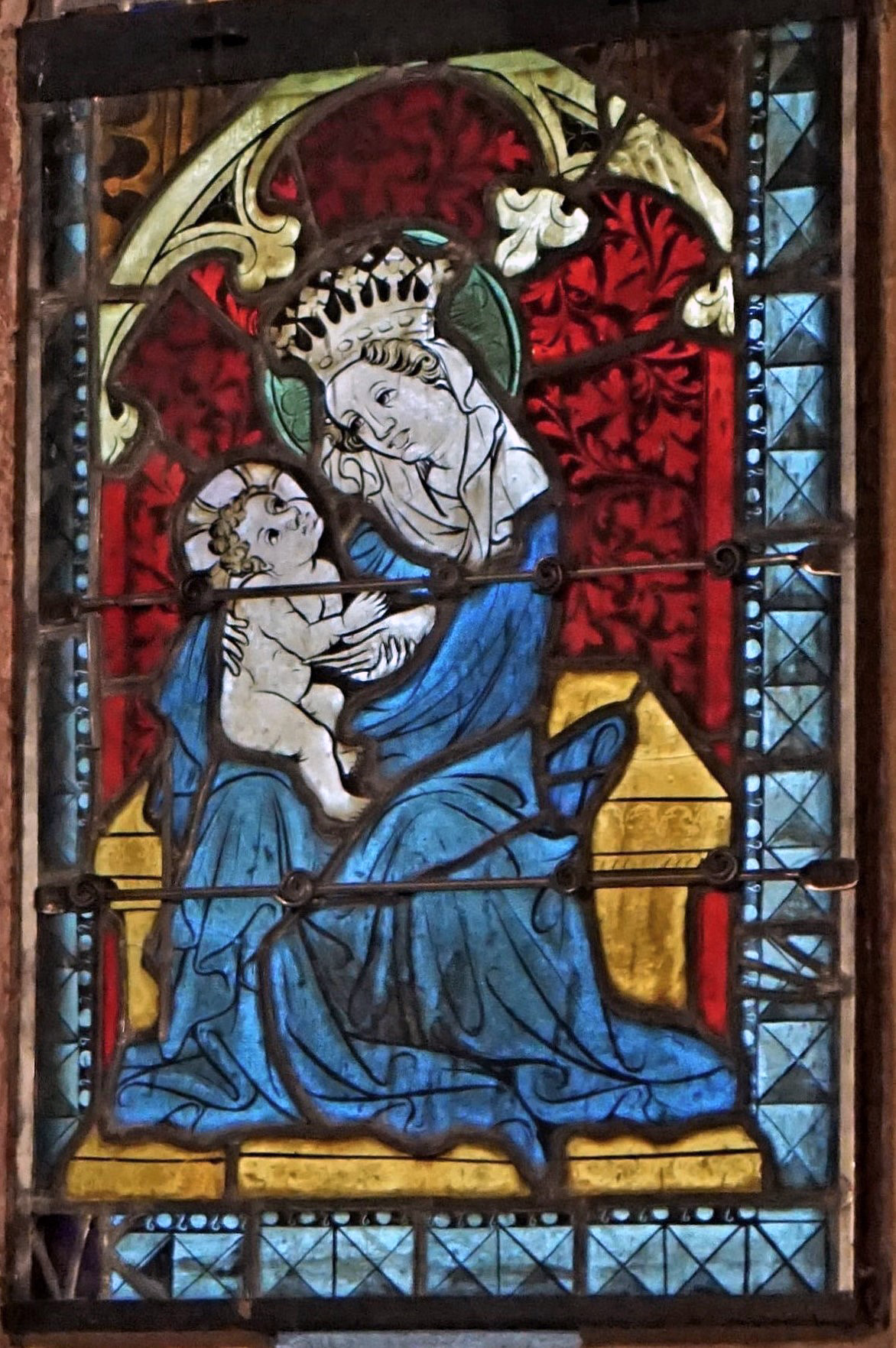
Detail eines Farbfensters

Aus derselben Zeit wie die Fresken stammen die Glasmalereien der Fenster in den Chorschrägen. Das nördliche Fenster zeigt die Heiligen Johannes der Täufer, Georg, Wolfgang, Florian, Margarete, Ursula, Nikolaus und Martin. An der Südseite sind neben einer Madonna mit Kind und sechs Apostelfiguren die Heiligen Barbara, Agnes, Katharina und Leonhard abgebildet, wobei der letztere erst 1935 entstand. Das Maßwerk beider Fenster ist mit Ornamenten gefüllt.

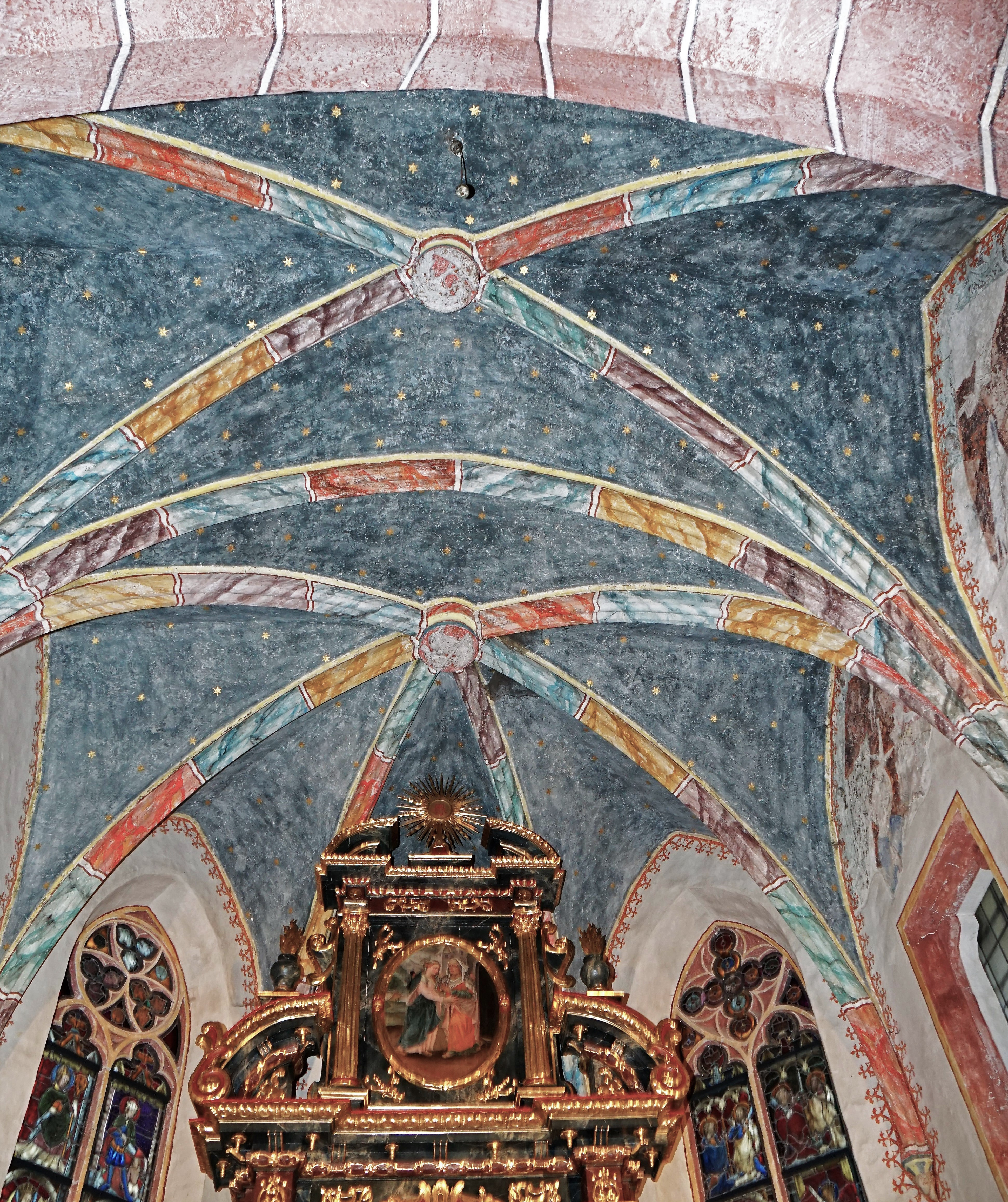
Das Chorgewölbe
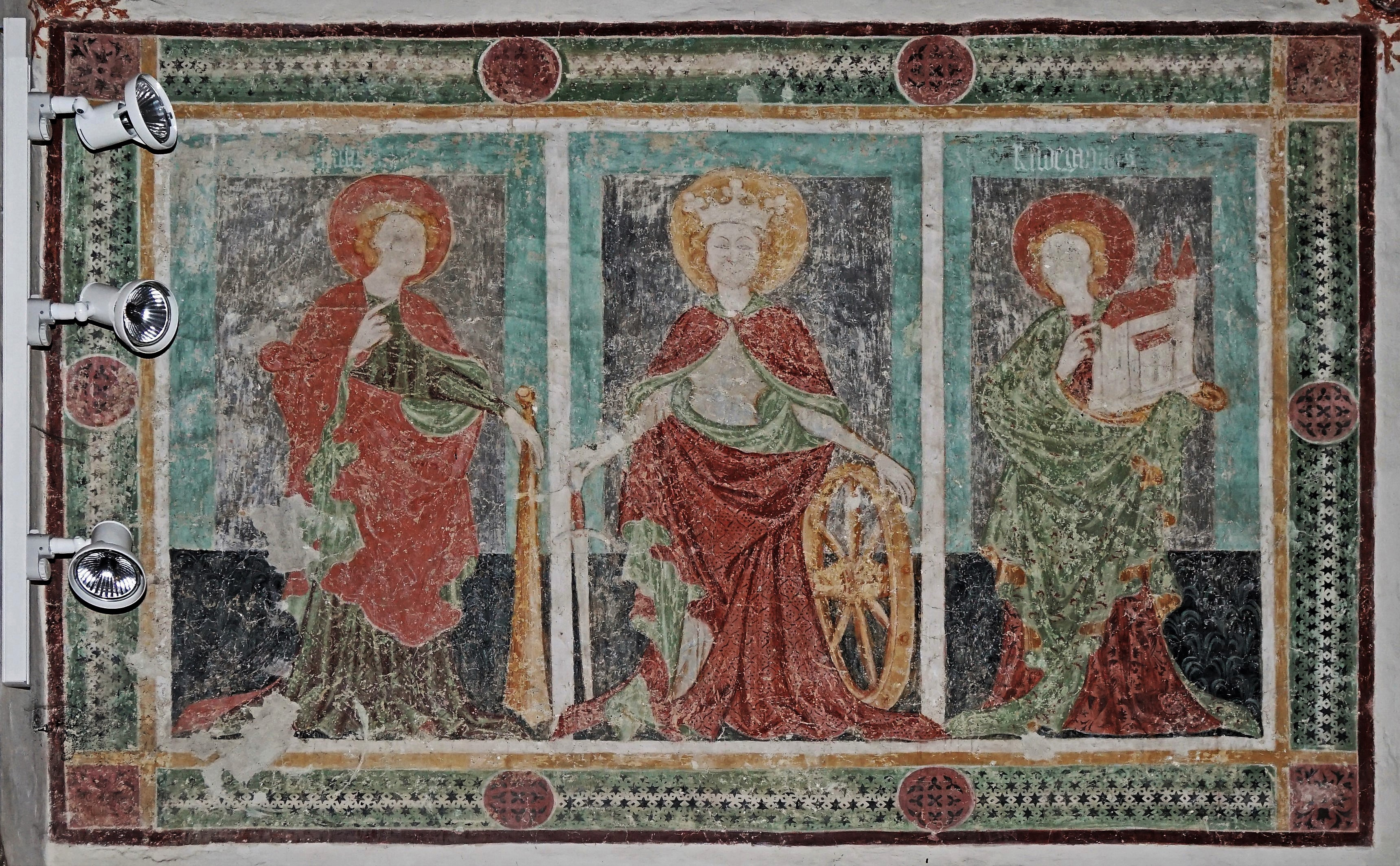
Gotische Fresken
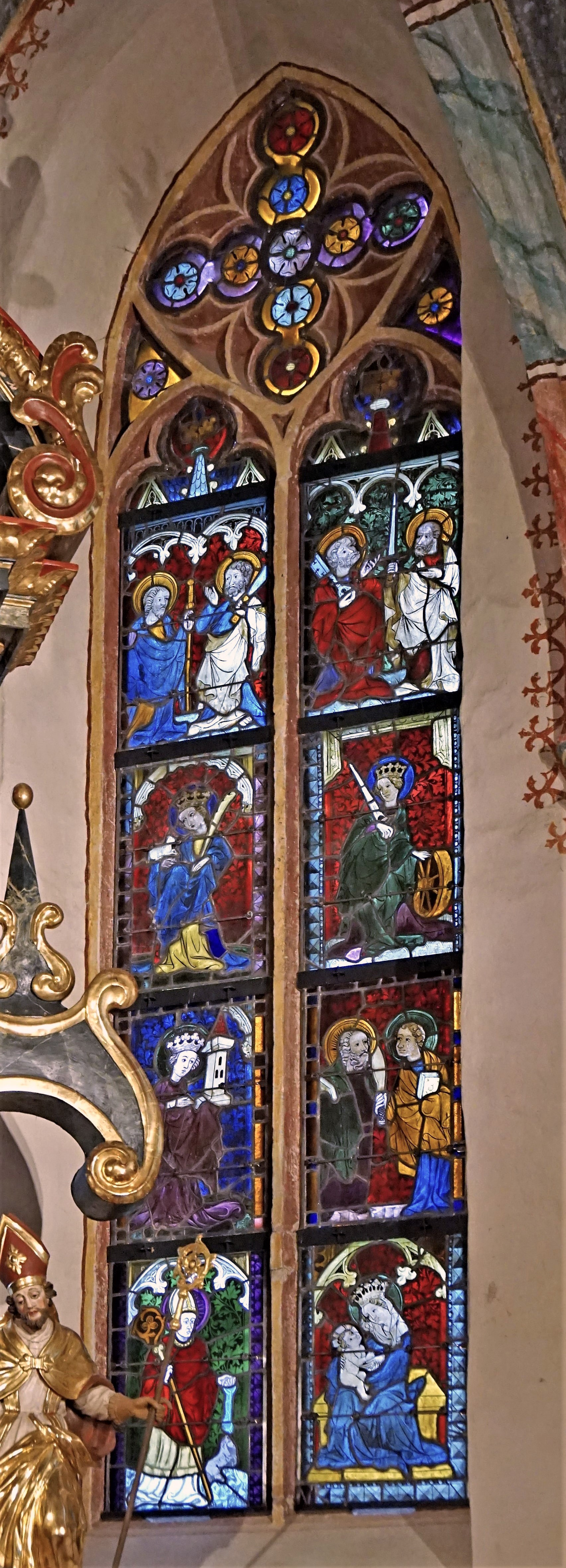
Chorfenster

## Einrichtung

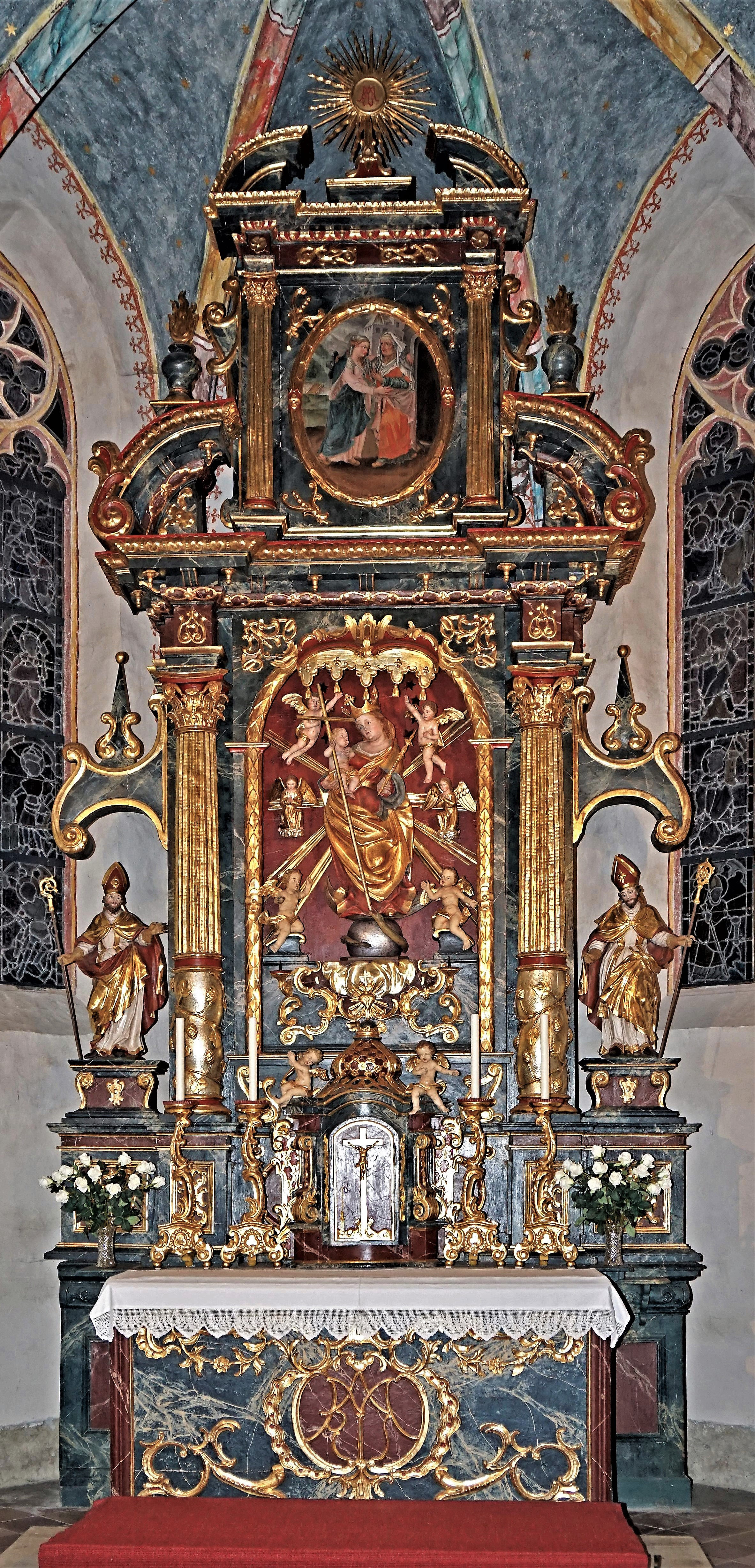
Der Hochaltar

Der um 1670 gefertigte Hochaltar wurde im 18. Jahrhundert um das Antependium ergänzt. Der Altar besteht aus einer Ädikula über einem Sockel, seitlichen Baldachinbögen und einem gesprengten Segmentgiebel mit kleiner Aufsatz-Ädikula. Den Mittelpunkt des Altars steht die 1969 von Kurt Campidell geschaffene Madonna. Sie ist die Kopie einer gestohlenen, um 1500 entstandenen spätgotischen Statue. Unter den  seitlichen Baldachinbögen stehen die Figuren zweier Bischöfe aus dem 18. Jahrhundert. Das Aufsatzbild zeigt die Begegnung von Anna und Joachim an der goldenen Pforte. Bekrönt wird der Altar mit einem Marienmonogramm im Strahlenkranz.
Die beiden um 1680 entstandenen Seitenaltäre tragen Statuen aus dem 18. Jahrhundert. Die Darstellung des Unterrichts Marias durch ihre Mutter Anna im Schrein des linken Altars flankieren die Heiligen Margaretha und Katharina. Das Oberbild zeigt die Stigmatisierung des heiligen Franz von Assisi. Am rechten Altar sind neben der Taufe Christi zwei heilige Bischöfe zu sehen. Im Aufsatzbild ist der heilige Antonius von Padua mit Kind und Tieren dargestellt, als Jahreszahl ist 1681 zu lesen.
Der Kanzelkorb aus dem letzten Viertel des 17. Jahrhunderts findet heute als Ambo Verwendung. Von den vier gemalten Evangelisten in den Brüstungsfeldern sind nur mehr Matthäus und Johannes vorhanden.
An der Chorsüdwand hängt ein kleines spätgotisches Kruzifix aus dem ersten Viertel des 15. Jahrhunderts. An der Triumphbogenwand sind die Konsolstatuen des heiligen Oswald vom Ende des 17. Jahrhunderts und des heiligen Laurentius vom Anfang des 18. Jahrhunderts angebracht. Der Apostelluster entstand um 1800. An der Westwand hängt ein Gemälde der Heiligen Familie vom Ende des 18. Jahrhunderts. Die Orgel entstand im frühen 18. Jahrhundert.

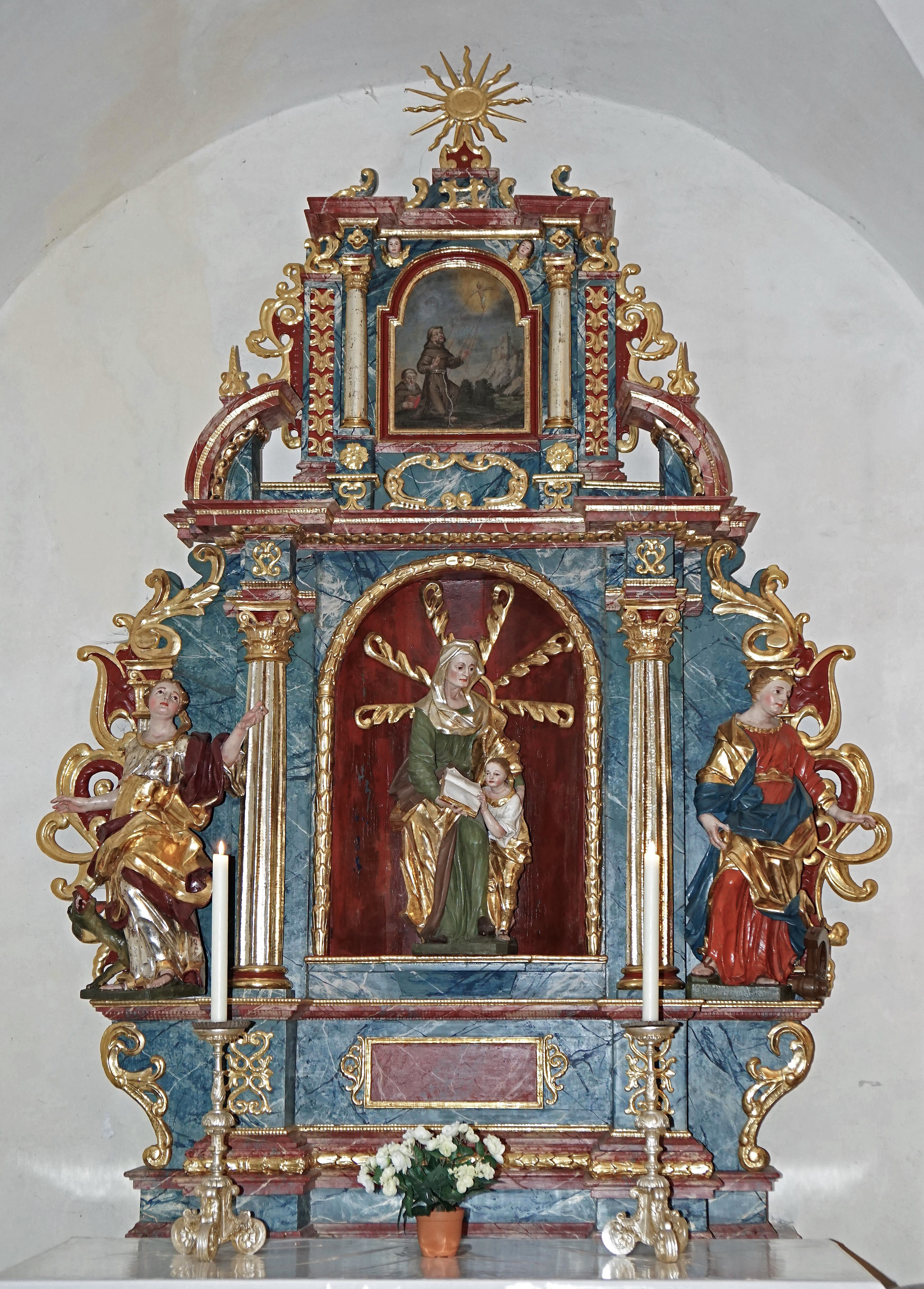
Annen-Altar
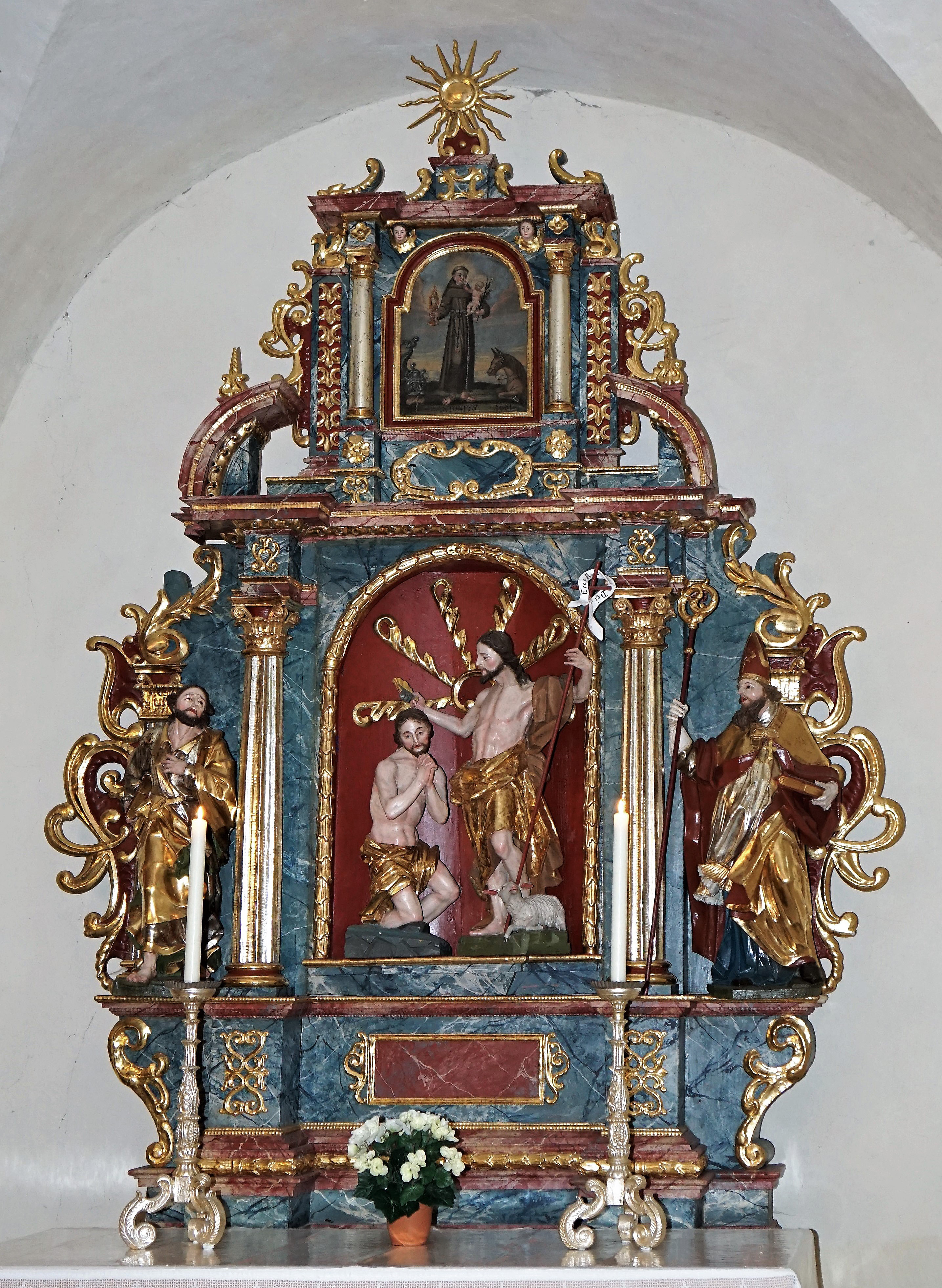
Johannes-Altar
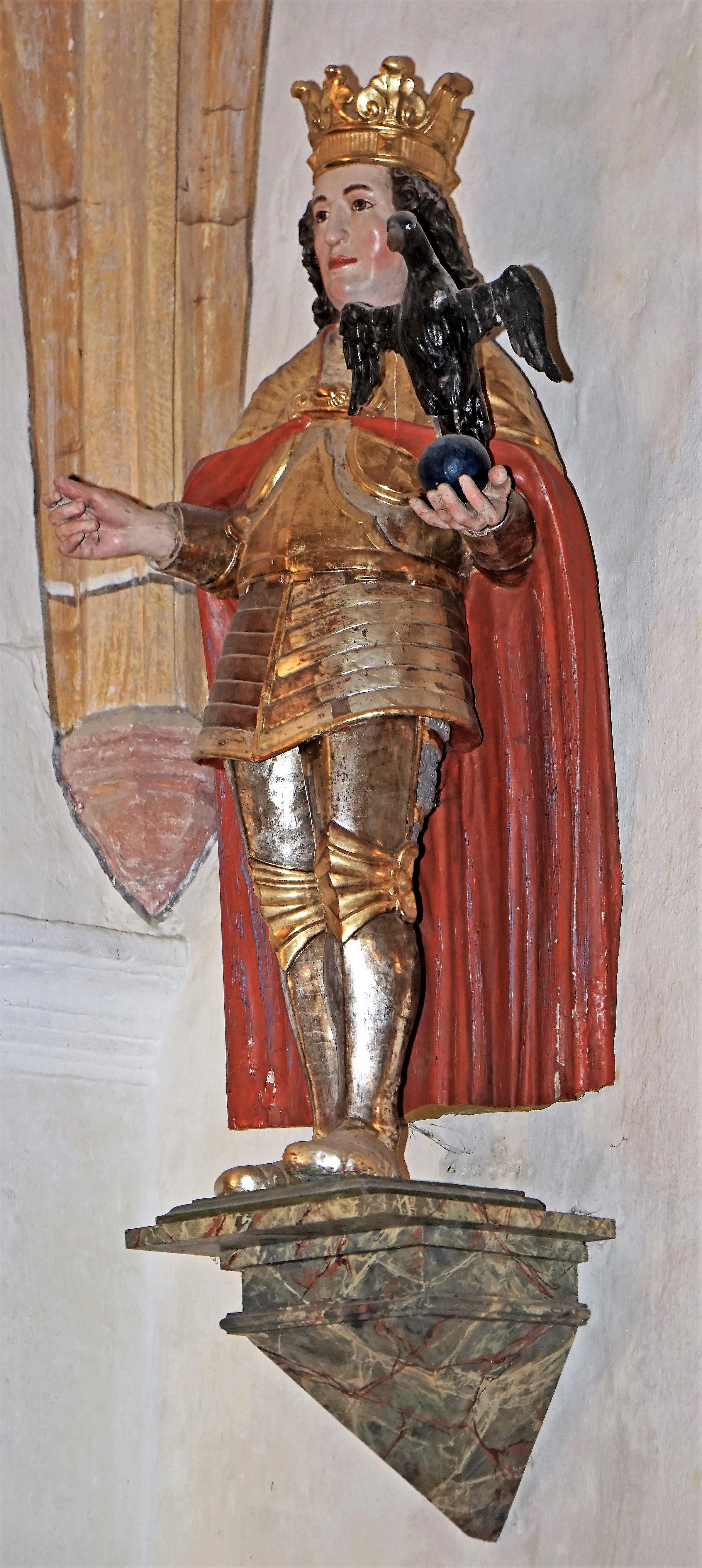
Hl. Oswald
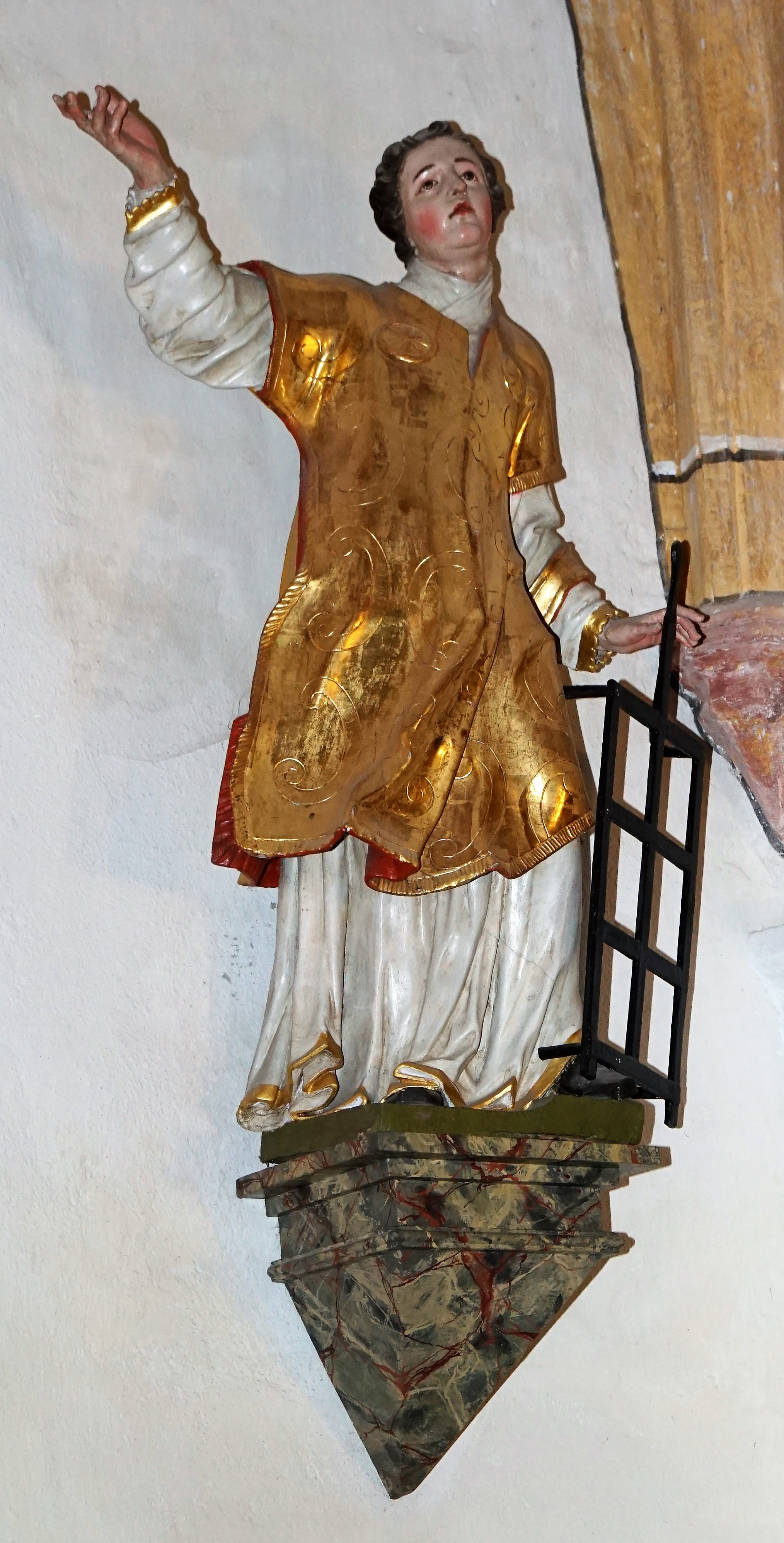
Hl. Laurentius
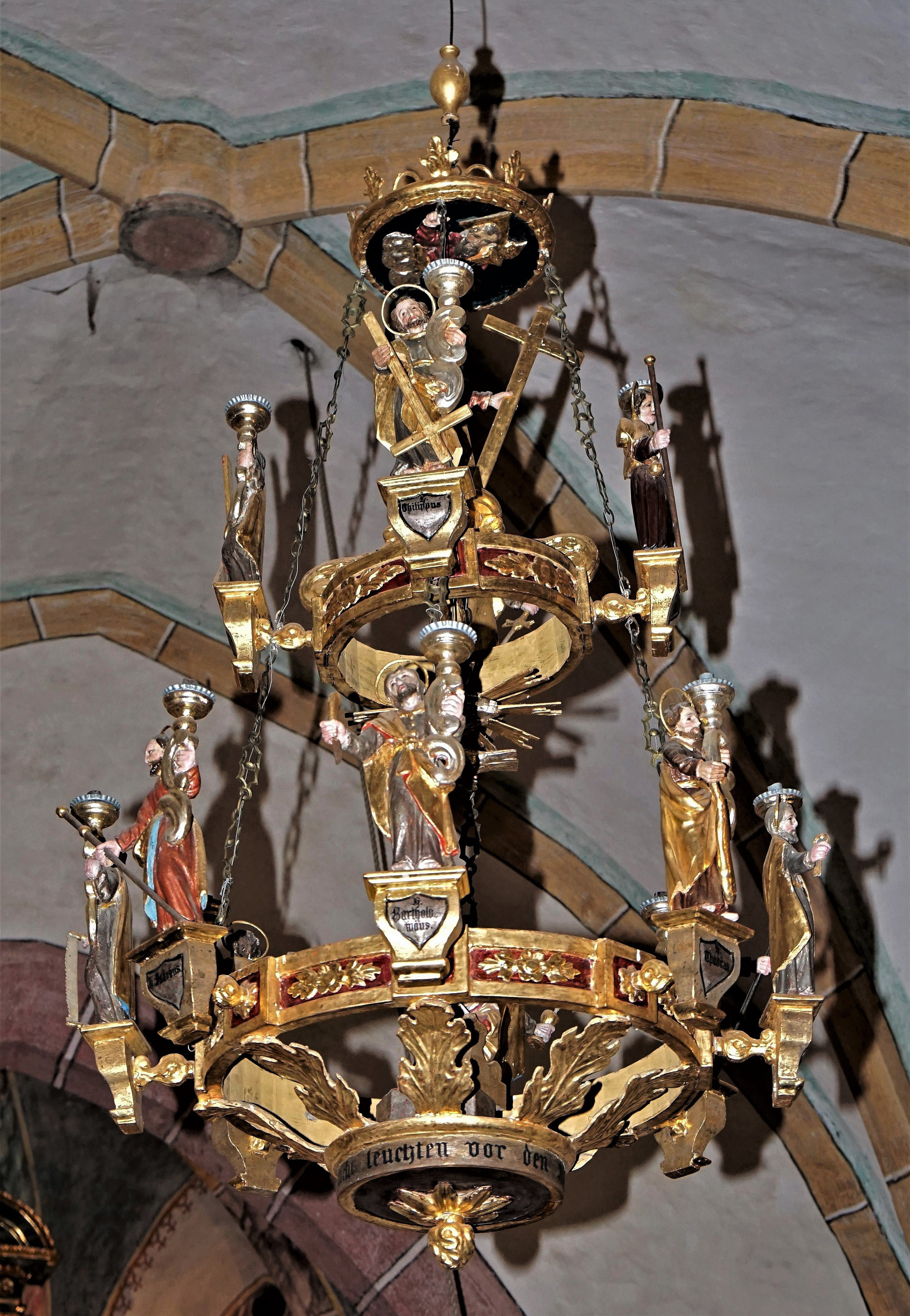
Apostelleuchter